# Hymnus an das Leben
(Friedrich Nietzsche, Il crepuscolo degli idoli)

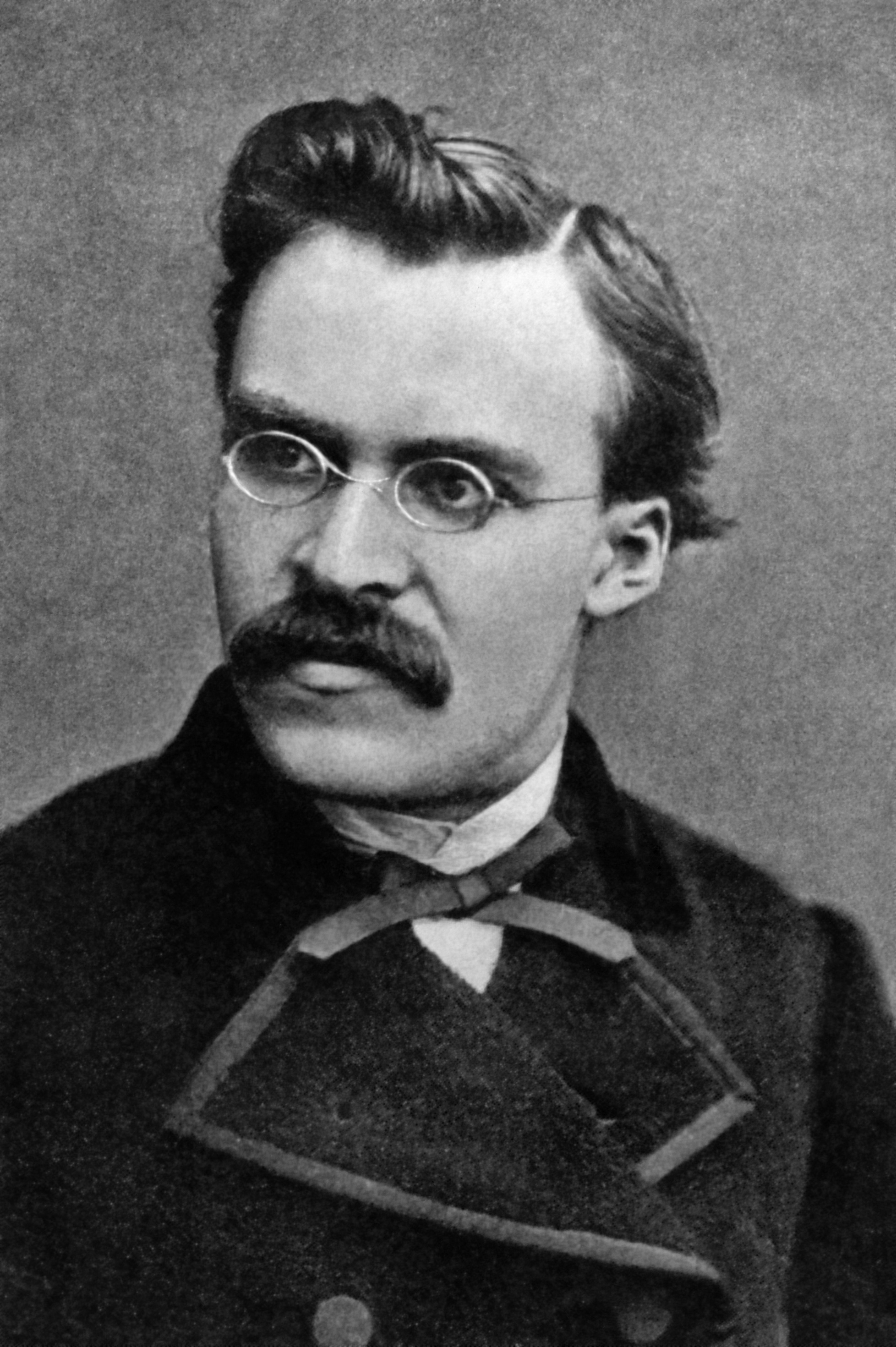
Nietzsche fotografato nel 1869

Hymnus an das Leben (Inno alla vita, espresso in italiano) è una composizione musicale per coro e orchestra  del filosofo e scrittore tedesco Friedrich Nietzsche.
In controtendenza rispetto alla prassi della maggior parte dei filosofi, Nietzsche attribuiva alla musica che suonava un ruolo nella comprensione del pensiero filosofico. In particolare, questa concezione fu particolarmente pregnante nell'Hymnus an das Leben per pianoforte, che una volta era stato diretto da Nietzsche a Bayreuth per i coniugi Wagner, e — secondo Cosima Wagner — aveva determinato il primo segno di un'incrinatura nella loro amicizia, nel 1874. Malgrado l'enfasi che Nietzsche poneva sulla sua musica, essa è stata ampiamente giudicata alla stregua di una curiosità biografica, senza importanza per la sua opera filosofica.

## Origine
Nietzsche affermò, dopo aver reso nota l'idea principale di Zarathustra assieme ad un aspetto de La gaia scienza, in Ecce Homo: "… che l'Inno alla vita… — un sintomo quasi insignificante della mia condizione durante l'anno in cui il pathos del Dir-di-sì par excellence, che io chiamo il pathos tragico, era vivo in me nel massimo grado. Verrà il tempo in cui sarà cantato in mia memoria." La composizione Inno alla vita  fu creata parzialmente da Nietzsche in agosto e settembre 1882, fondandosi sulla seconda stanza del poema Lebensgebet  di Lou Andreas Salome.
Nel 1884, Nietzsche scrisse a Peter Gast: "Questa volta, 'la musica' ti raggiungerà. Voglio che mi si faccia una canzone che potrebbe anche essere eseguita in pubblico al fine di sedurre le persone con la mia filosofia." Con questa richiesta, il Lebensgebet fu modificato in Amicizia ed orchestrato dal "maestro  Pietro Gasti," che con modestia smentiva ogni riferimento nelle pubblicazioni alle sue modifiche di ciò che Nietzsche aveva fatto in precedenza. (Alcuni, d'altro canto, tra cui Benjamin Moritz, concludono che queste modifiche sono tali da indurre ad espungere lo Hymnus dalle autentiche opere di Nietzsche, classificandolo piuttosto tra quelle del "modesto" Köselitz.) Pertanto fu pubblicato con la "paternità" di Nietzsche da E. W. Fritzsch  a Lipsia come prima edizione verso l'estate del 1887, e si trattava di Amicizia semplicemente trasposto dal Lied di Salome e con modifiche orchestrali, con il titolo Hymnus an das Leben.
In ottobre del medesimo anno, Nietzsche scrisse una lettera al direttore d'orchestra tedesco Felix Mottl, al quale dichiarò, circa la sua composizione Hymnus an das Leben, che essa riveste la massima rilevanza per la sua opera filosofica: "Voglio che questo pezzo musicale possa rimanere come un'integrazione alla parola del filosofo che, com'è proprio delle parole, deve rimanere per necessità non chiara. il sentimento della mia filosofia trova la sua espressione in questo inno." Il dicembre successivo scrisse a Georg Brandes una lettera in cui commentava: "È stata appena pubblicata una mia composizione per coro ed orchestra, un Inno alla vita. È la mia composizione che è intesa a sopravvivermi e ad essere cantata in mia memoria."

## Influenze
Gabriele D'Annunzio, estimatore di Nietzsche, compose una poesia dallo stesso titolo, Inno alla vita o Laus Vitae, contenuta nel primo libro delle Laudi, Maia.
Il pianista e divulgatore Mario Margiotta ha portato in scena per la prima volta a Bari il 9 dicembre 2022 lo spettacolo musicale Pianofolle, nel quale, attraverso musica e narrazione, ha raccontato il rapporto di Friedrich Nietzsche con la musica, la sua «fallimentare» vicenda di compositore  e in particolar modo la storia del suo ''Hymnus an das Leben'', eseguito al pianoforte dallo stesso maestro, assieme ad altre composizioni del filosofo tedesco. 

## Discografia
- Friedrich Nietzsche, Vol. 2: Compositions of His Mature Years (1864-82), Erik Oland (Esecutore), Friedrich Nietzsche (Compositore), Lauretta Altman (Esecutore), Lauretta Altmann (Esecutore), Wolfgang Bottenberg (Esecutore), Valerie Kinslow (Esecutore), Sven Meier (Esecutore) — Audio CD (18 marzo 1997) Tecnica di registrazione: DDD — Numero di dischi: 1 — Etichetta: Albany Records — ASIN: B0000049PC